# Bajina Bašta
Bajina Bašta (Servisch: Бајина Башта) is een gemeente in het Servische district Zlatibor.
Bajina Bašta telt 28.776 inwoners (2002). De oppervlakte bedraagt 673 km², de bevolkingsdichtheid is 42,8 inwoners per km².

## Geboren
- Bora Milutinović (1944), voetballer en voetbaltrainer
- Milan Jovanovic (1981), voetballer

## Plaatsen in de gemeente
| - Bajina Bašta - Bačevci - Beserovina - Višesava - Gvozdac - Dobrotin - Draksin - Dub - Zaglavak - Zaovine - Zarožje - Zaugline | - Zlodol - Jagoštica - Jakalj - Jelovik - Konjska Reka - Kostojevići - Lug - Lještansko - Mala Reka - Obajgora - Ovčinja - Okletac | - Pepelj - Perućac - Pilica - Pridoli - Rastište - Rača - Rogačica - Sijerač - Solotuša - Strmovo - Cerje - Crvica |